# Пети, Жан (футболист, 1914)
Жан Пети (фр. Jean Petit; 25 февраля 1914, Льеж, Валлония — 25 мая 1944, Льеж, Валлония) — бельгийский футболист, играл на позиции защитника. Участник чемпионата мира 1938 года.

## Биография

### Клубная карьера
Всю свою карьеру играл за льежский «Стандард», но с этой командой не выиграл никаких титулов.

### Карьера в сборной
Дебютировал за сборную Бельгии 3 апреля 1938 года в матче со сборной Нидерландов (1:1) в рамках отборочного турнира на чемпионат мира 1938 года. Он вошёл в состав сборной на чемпионат мира, но на поле не выходил.

### Вторая мировая война и гибель
После окончания карьеры работал врачом. Погиб во время Второй мировой войны 25 мая 1944 года во время налёта авиации союзников в пригороде Льежа Кинкемпуа после того, как оказывал помощь пациенту, получившему травму во время предыдущего налета. Ему было 30 лет.